# Mareil-le-Guyon
Mareil-le-Guyon is een gemeente in het Franse departement Yvelines (regio Île-de-France) en telt 348 inwoners (1999). De plaats maakt deel uit van het arrondissement Rambouillet.

## Geografie
De oppervlakte van Mareil-le-Guyon bedraagt 4,0 km², de bevolkingsdichtheid is 87,0 inwoners per km².
De onderstaande kaart toont de ligging van Mareil-le-Guyon met de belangrijkste infrastructuur en aangrenzende gemeenten.

## Demografie
Onderstaande figuur toont het verloop van het inwonertal (bron: INSEE-tellingen).